# لوری جانسون
لوری جانسون (انگلیسی: Laurie Johnson؛ زادهٔ ۷ فوریهٔ ۱۹۲۷) آهنگساز، رهبر گروه نوازندگان، تنظیم‌کننده و موسیقی‌دان اهل بریتانیا است.
از فیلم‌ها یا مجموعه‌های تلویزیونی که وی در آن‌ها نقش داشته است، می‌توان به همراهان خوب، خلیج ببر، من ستاره‌ها را هدف می‌گیرم، دکتر استرنجلاو، اولین انسان‌ها در ماه و حرفه‌ای‌ها اشاره نمود.